# 2034
سنة 2034 م هي سنة بسيطة تبدأ يوم الأحد حسب التقويم الغريغوري.

## أحداث يتوقع حدوثها في هذه السنة

### سبتمبر
- 28 سبتمبر - خسوف القمر